# 中國無政府主義
中國無政府主義的雏形可以追溯至先秦的道家思想，而近现代中国的无政府主义则源于早期的反清活动，这种思潮在20世纪初中国改革和革命运动中有极大的影响力。在清朝被推翻之前和之后的几年里，中国无政府主义者坚持认为真正的革命不只是政治性的，即不能只用一个政府取代另一个政府，而必须推翻传统文化，并创造新的社会制度，特别是要推翻中国的家庭结构。
留学日本和法国的中国学生热切地学习无政府主义学说，以先了解自己的祖国，然后再改变它；19世纪后期俄罗斯的虚无主义和无政府共产主义运动传入中国，对中国的无政府主义造成了主要影响。尤其中国革命人士里的部分秘密组织提倡将暗杀作为一种工具，类似于俄罗斯反沙皇组织的自杀式恐怖袭击。然而，到了1920年代，随着中国国民党决心在在中国镇压无政府主义以及中国共产党所带来的共产主义和毛泽东思想的兴起，中国无政府主义运动失去基础。中华人民共和国建国后，一些无政府主义倾向的思想仍在中国蔓延。

## 起源
中国的无政府主义倾向思想可上溯于道家哲学，道家最早在中国古代春秋时期发展起来，并被一些无政府主义者奉为其无政府主义态度的来源。道家圣人老子和庄周的哲学是基于“反政治”的立场，拒绝参与任何形式的政治运动或组织，并在《庄子》和《道德经》中发展了一种“无为而治”的哲学，许多道教徒因此过着无政府式的生活。关于劝告统治者无为而治是否属于无政府主义的范畴，一直存在着争议。在混乱的魏晋时期，出现了具有无政府主义倾向的新一代道教思想家。道教的原则更类似于哲学上的无政府主义，试图将国家的权力下放并质疑其道德实质。道教和新道教是和平主义的思想流派，与几个世纪后的许多西方无政府主义同行形成对比。

## 改良主义和革命运动的开端
洋务运动期间，与欧洲人直接接触的中国知识分子开始对欧洲列强的政治和经济制度产生兴趣。一种国族认同和世界主义意识开始发展，主张将中国从一个帝国转变为一个民族国家，以确保其在面对外国侵略时在未来得以生存。自此中国民族主义得以兴起，它实际上主张一种人民主权的形式，但却不被执政的以儒家思想为指导的清廷所接受，他们保守地希望保留帝国的固有体制，因此在1880年代将许多民族主义者赶下台。这导致许多民族主义运动围绕着革命共和主义的理想进行重组，呼吁结束清朝的统治。
清初的思想家谴责将私利置于公利之上的君主，第一代中国民族主义者在其影响下将目标定为将中国社会和国家有机地结合起来，梁启超等改革者主张通过民主制度实现更大的政治参与。与民族主义者们的意图相反，他们通过探究社会与国家的关系，提出了社会与国家的对立问题，以及个人自治与政治集体的对立问题，事实上为中国无政府主义思想的出现奠定了基础。这些日益增长的无政府主义倾向甚至可以从梁启超自己的话语中看出，他指出他所信奉的民族主义“不允许别人侵犯我的自由，也不允许我把自己的意愿强加给别人”，并主张通过消除所有政治和社会限制来培养市民的自觉性。
甲午战争的失败导致洋务运动瓦解，催生了兴中会等一批新的革命民族主义组织，以及公车上书运动等有组织的政治改革运动。与此同时，光绪帝进行了百日维新，但也被保守派政变所击败，慈禧太后软禁了具有一定改革意识的光绪皇帝，并下令公开处决改革的主要倡导者，如“戊戌六君子”。
清朝支持的义和团运动失败后，清政府终于被迫开始实施改革，以试图保持王权。正是在这一时期，年轻的中国激进分子首先被无政府主义所吸引，受到俄国虚无主义运动的启发，开始了推翻清朝统治的革命斗争。随后发生了多次反清起义，但最终都没有成功。一些最早的无政府主义作品是在这一时期和随后的几年中出版的，例如《俄罗斯大风潮》，由马君武根据托马斯·柯卡普的《社会主义史》一章翻译扩充，被认为是中国最早的无政府主义著作。

## 无政府主义的早期发展

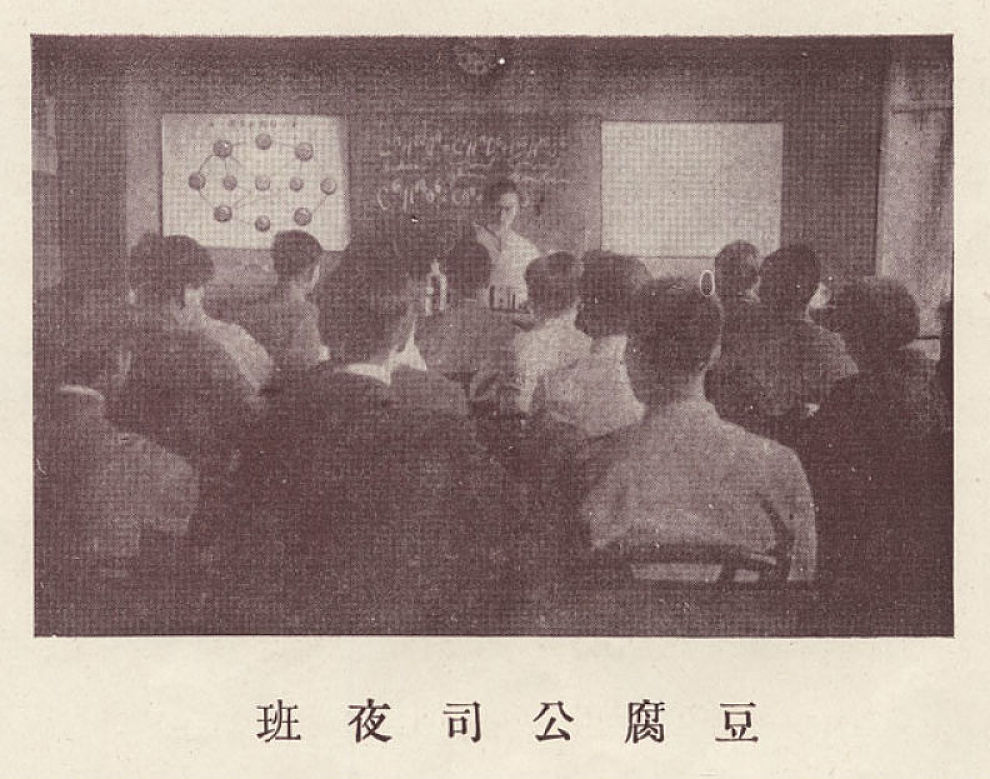
豆腐公司夜班，李石曾在留法勤工儉學運動中创办的夜校

在义和团运动失敗後，許多富裕家庭的子女在滿清政府新設立的留洋計畫下出國深造，中國無政府主義思想便在法國和日本的中國留學生裡进一步成长。到了1906年這個計畫已經送出約500—600名學生至歐洲、約10000名學生至日本。日本的東京由於地理上較接近中國、相對而言花費也較低，同時兩個國家也較為類似，成為當時最多留學生前往的地方。在歐洲，巴黎成為特別多中國留學生前往的地方，也是因為相對而言較低廉的費用，法國政府也協助補貼學生的花費，同時法國也被視為是西方文明的中心。依據一些說法，滿清政府進行留洋計畫的一部分原因是希望將這些激進的學生送離中國，而最激進的學生被送往歐洲，較為溫和的學生則送往日本。如果這個說法是真的話，滿清政府的做法顯然是非常無知的，在歐洲的學生很快便接觸到了當地的社會主義和無政府主義，並將那些意識形態和做法完全帶回中國社會。相當有趣的是，無政府主義很快便成為兩地學生吸收最多的西方意識形態，到了1906年左右，巴黎和東京兩地都成立了無政府主義的學生團體。兩個不同的地點、也或許當初所分隔的兩種不同傾向的學生，最後導致兩地產生了不同形式的無政府主義。

### 巴黎派

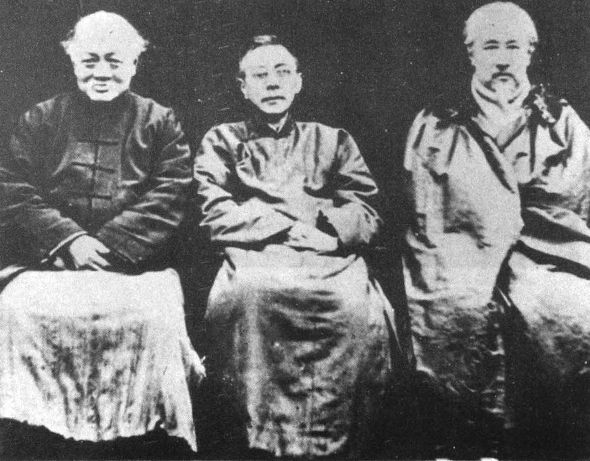
新世界社的领导人吴稚晖、张静江和李石曾

1900年前后，吴稚晖、李石曾和张静江三人互相结识，随后李石曾和张静江同船前往法国留学。依據李石曾所言，對巴黎的中國留學生團體的影響分為三個部分，包括激進社會主義（Socialist Libertarianism）與無政府主義、達爾文的社会达尔文主义、以及古典的中國哲學。比起東京的留學生團體，巴黎的留學生們更不願接受老子以及古時的井田制度思想。李石曾描述當時巴黎團體裡的成員都是一些曾在中國受過良好文言教育的年輕學生，也都坦承這些教育對他們的影響，但他們仍然排斥、甚至主動反对將任何中國傳統文化與無政府主義扯上關係的行为。
1906年，张静江、吴稚晖、李石曾、蔡元培等人在法国巴黎市区达庐街25号创办了“世界社”，这是中国第一个中国无政府主义组织；同时发行《新世纪》周刊，在舆论上支持孙中山的革命活动，随后这几人加入了中国同盟会 。但是，与同盟会的同伴们不同，巴黎的无政府主义者们主张从下向上的推动社会革命，建立共和制和立宪制以彻底重组社会，并最终进入无政府主义社会。他们观察到，在欧洲，通过政治革命建立的民主共和制被用来维护资本主义利益并使工人阶级贫困化，因此认为中国的社会革命根本上仍需要采取根本性的反国家和反资本主义的理念。
巴黎的无政府主义者存在对一般性政治革命的反对态度，这招致了民族主义者的批评，因为民族主义当时的目标是要建立一个足够对抗帝国主义的中央集权的现代国家，无政府主义对这一目标不利。例如，1908年有一位读者在给《新世纪》的一封信中表示：
如果你们这些人只知道空喊："我们不要政府，不要士兵，不要国界，不要国家"，说你们是为了普遍的和谐、正义、自由和平等，我担心那些只知蛮力而不知正义的人将聚集他们的军队来瓜分我们的土地和人民。
巴黎派随后批驳了中国因为需要反对外来入侵而需要支持民族主义，或是认为无政府主义会导致外国入侵的观点。李石曾在《新世纪》上发文回应称，其一，外来入侵并没有改变压迫的本质，仅是加重了革命者的负担；其二，既然革命是世界范围内的革命，其他国家会忙于应付自己国家内国民的压力而无暇侵略中国。此外，李石曾还表示支持民兵，认为正规军仅在保护统治者的利益，而民兵比正规军能更有效地保卫国家。
巴黎派主张暴力推翻政府的同时，亦认为教育是构建新社会的基础，教育不单单是一种革命工具，它本身也是革命。褚民谊称，无政府主义的教育传授真理、公道；有政府的教育传授军事主义、法律意识、宗教和服从权力。

### 东京派

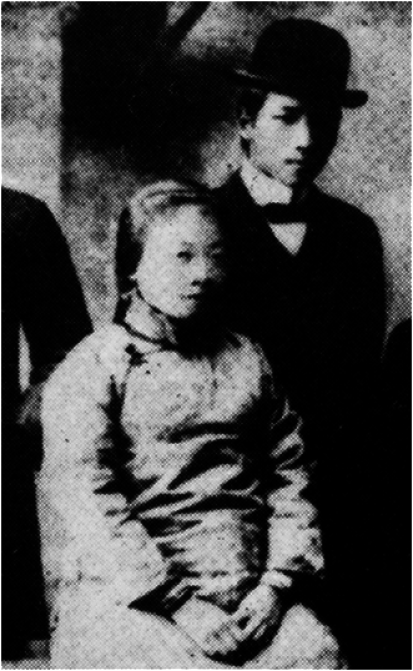
劉師培和何殷震

1900年前后，社会主义思想开始传入日本。1902年至1904年期间，日本出版了许多介绍无政府主义的书籍。这些社会主义思想强烈的影响了在日本的中国留学生，不少同盟会会员参与了日本的社会主义社团，而许多日本的社会主义者也参加了同盟会。
尽管同受社会主义思想影响，东京派的无政府主义者们有着不同的傾向。巴黎的學生們推崇西方的科學和文明，東京的學生們則將無政府主義的根基建立在亞洲政治的傳統上，东京无政府主义者极大地借鉴了中国古代哲学家的思想，例如被他们视为中国无政府主义之父的老子，以及许行，其农业主义哲学深深地启发了日本无政府主义学生的农业乌托邦理念。
1903年，劉師培和何殷震结婚，迁居上海。在这里，这对新婚夫妇加入了光复会，刘在其中发展了“国粹”学说并编纂了《国粹学报》杂志，而光复会的创始人之一蔡元培则在爱国女子学校监督何殷震的教育。该协会在上海的活动很快遭到政府打压，这对夫妇被迫流亡东京，在那里他们加入了一群向他们介绍无政府主义思想的革命者。这对夫妇继续建立了社会主义研究会，开始推动结合了反现代主义和农业主义的无政府主义。在刘师培看来，近代儒家和道家对自由放任政府的倡导遏制了中国封建帝制对社会的干预，这使得中国在短期内比那些短期内通过中央集权建立的民族国家更可能实现无政府主义。因此，他认为保留旧政权比建立新政权更可取，因为在他看来，现代资本主义和议会政治只会加剧政治、经济上的不平等。

### 清政府的应对
1904年，无政府主义刚刚传入中国时，清政府就已开始着手应对。包括《浙江潮》《20世纪之怪物》《社会主义广长舌》等反满革命期刊均被查禁。1907年，《天義報》《新世纪》等刊物引起了清政府的极度恐惧。外務部庶务司在致各地将军的信中称这些刊物“革命排满，畅言无忌，荒谬狂悖，专事煽惑”、“散布各行省，于风俗人心，大有关系，实足为地方治安之害”。军机处也要求沿海各省份的官员查禁相关刊物，阻止其在中国流通。1907年7月，清政府照会各国使馆要求协助查禁无政府主义资料流通。除查禁、禁止流通外，清政府还派遣官员前往各国使馆监视留学生动向，阻止他们参与当地的无政府主义活动，出版无政府主义刊物。

### 暗杀团
尽管巴黎派和东京派都没有积极参与暗杀活动，但他们对那些参与暗杀活动的组织抱有好感：受行动宣传理论的启发，当时的中国无政府主义者认为，通过自我牺牲进行暗杀可以促进革命事业。
1905年，刘师复加入同盟会，开始从事暗杀活动，他曾试图刺杀广东水师提督李准，不过不仅计划失败，自己还失去左手、入狱约三年；巴黎派的汪精卫早年活动时也曾受革命党中无政府主义的暗杀之风影响，他曾谋划刺杀清朝摄政王载沣，但计划同样失败，于1910年3月在北京被捕。此后，刘师复和陈炯明建立了支那暗杀团，该组织的行事风格深受民意党和黑手党的影响。该组织曾在广州特别活跃，参与了该地在20世纪之交经历的各种起义。

## 辛亥革命中的无政府主义

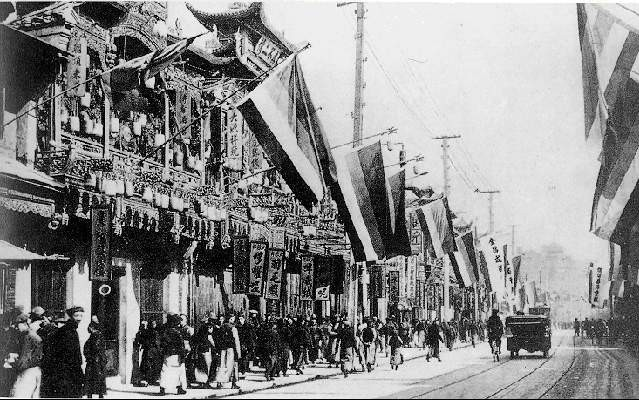
1912年1月1日，上海市庆祝民国改元

1895年起，从广州开始，同盟会及其前身兴中会领导的反清起义开始席卷全国，但均失败。中国的无政府主义者普遍支持起义，他们普遍认为如果出于道德目的，暴力就是正当的，且在专制条件下是必要的；如果能激起群众对革命事业的支持，暴力就是有效的。
为回应清政府对保路运动的镇压，1911年10月10日，新军分子在革命党人的影响下，发动武昌起义，废黜了当地的政府并控制城市。这次成功的起义引发了辛亥革命，革命共和派在中国各地拿起武器推翻清朝。当革命浪潮于10月25日抵达广州时，清军将军凤山在抵达广州后几分钟内就遭到革命党人刺杀。随后，无政府主义者陈炯明组织了地方民兵（占领惠州后改称“循军”），在广东各地发动起义，占领了惠州，宣布该省脱离清朝的统治。许多其他省份也纷纷效仿，最终宣统皇帝退位，中华民国成立。
巴黎派无政府主义者在民国初期发展迅速，在辛亥革命后不久，巴黎派陆续返回中国，他们开始特别关注教育问题。李石曾、吴稚晖、蔡元培等人发起留法勤工俭学运动，越来越多的知识分子被吸引到法国，并在当地接受了激进思想。巴黎无政府主义者保留了其根源上强烈的道德主义色彩，为此还成立了美德促进协会性质的“进德社”等小型团体，禁止成员从事嫖娼、纳妾、赌博、食肉、饮酒、吸烟等行为。

## 护法运动中的无政府主义

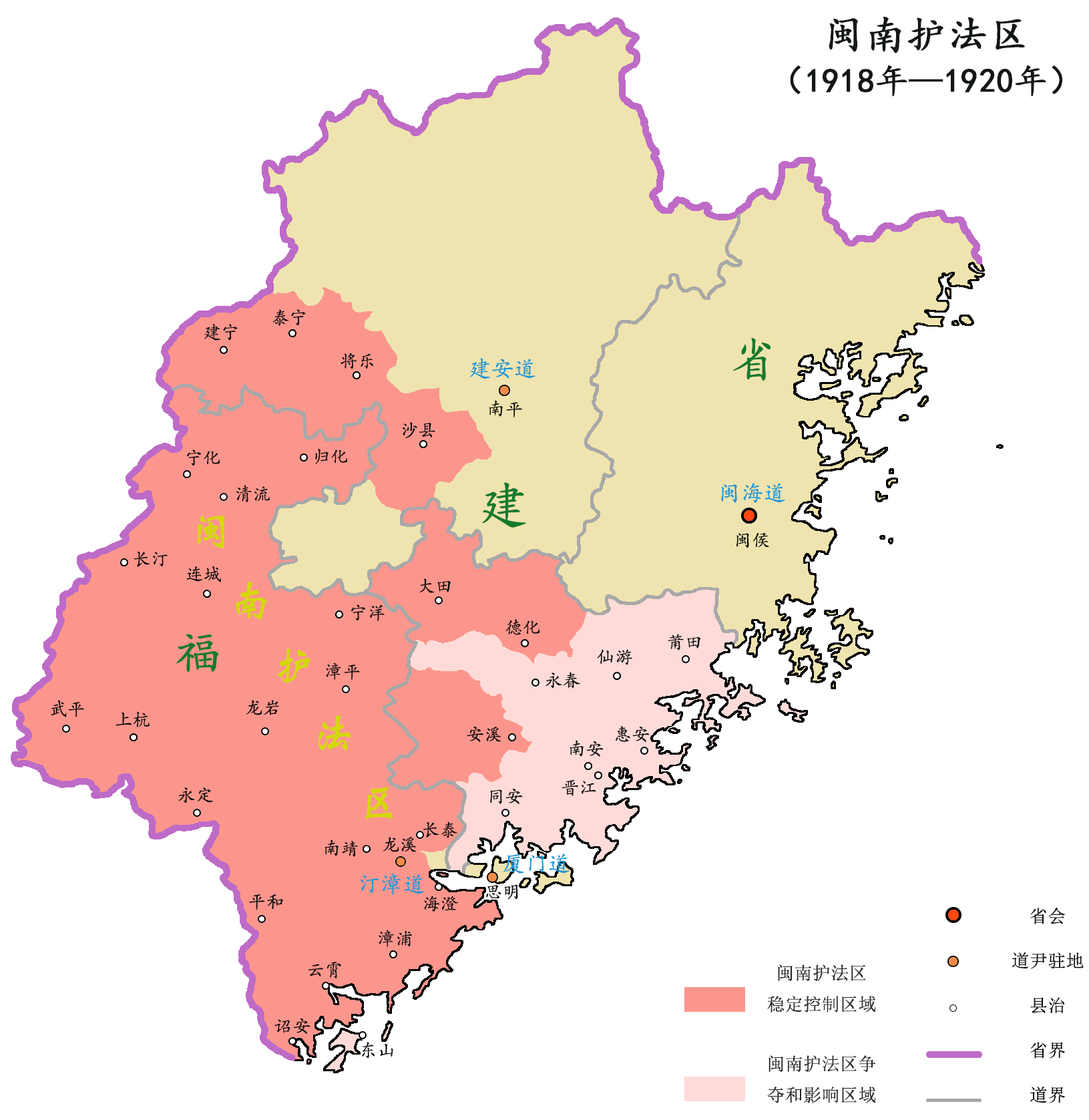
闽南护法区地图

1918年，在旧桂系掌控广东省的同时，曾与刘师复有联系的陈炯明在以漳州为中心的闽南、闽西地区建立闽南护法区以实践其政治观点。一些广州的无政府主义者移居到了闽南护法区，在陈炯明的庇护下，无政府主义者在福建相当活跃，能够自由地出版自己的刊物。直到1920年，福建一直是无政府主义者大量活动的地区，闽南护法区也因出版了大量有关苏维埃俄国和十月革命的著作而被称作“福建南部的苏维埃”。
1920年代后期起，泉州是研究或信仰无政府主义的知识分子比较集中的城市，有“安那其主义之都”之称。秦望山是泉州无政府主义者群体的核心人物。

## 中日战争及第二次国共内战中的无政府主义
1931年左右，黎明高级中学教师叶非英在泉州秘密组建中国无政府共产主义者联盟。无政府主义作家巴金于1930年8月、1932年4月和1933年夏三度到泉州会见友人。
1929年—1931年，以金佐镇为首的流亡中国东北的朝鲜无政府主义者在以海林为中心的北满地区建立无政府共产主义社区——在满韩族总联合会。

## 中华人民共和国时代的无政府主义

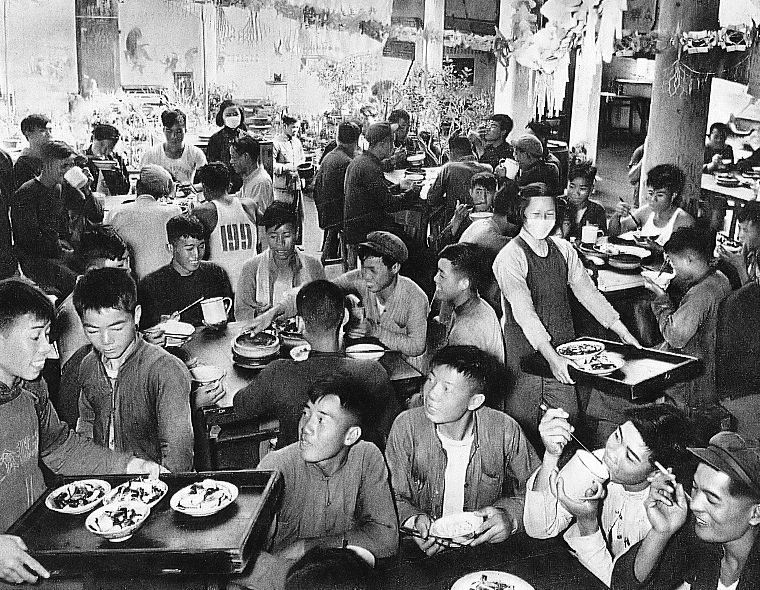
人民公社中的大锅饭

中华人民共和国成立之际，许多无政府主义者逃往香港或台湾，有些甚至远走法国或美国。尽管如此，也有相当一部分无政府主义者选择留在中国大陆。比如巴金，在加入中国作协后，他的作品受到了审查，避免出现任何提及无政府主义的内容，他也因此基本上停止了写作。在反右运动中，巴金还被指责为“右倾作家”。
1958年3月的成都会议上，毛泽东说：“首先是阶级消亡，而后是国家消亡，而后是民族消亡，全世界都如此。”随着大跃进的开始，人民公社随之建立，这一组织形式设立是为了“行使国家权力职能”，它在毛看来是从社会主义向共产主义过渡的关键一环，被视为“国家自行消亡”的第一步。这种结束国家主义的承诺对许多中国农民特别有吸引力，他们被公社所吸引，因为他们渴望从官僚手中获得自由。但毛本人在评论公社的状况时认为，“现在有些半无政府主义，‘四权’（人权、财权、商权、工权）过去下放过多、快了一些，造成混乱”。在一系列党的会议之后，官僚权力在农村干部身上得到重申，国家对公社的集中控制得以建立，纯粹的按需分配被抛弃，私有制和按劳分配重新被引入。随后的官僚管理不善，再加上自然灾害，导致1959年至1961年的数千万人非正常死亡。
1967年，湖南省會無產階級革命派大聯合委員會在湖南省宣告成立，该组织宣称要进行自下而上的群众革命。到1968年，该组织被康生等人谴责为“无政府主义者”和“托洛茨基分子”，并遭到镇压。

### 引用
1. ↑  Graham 2005，第1頁.
2. ↑  Rapp 2012，第20頁.
3. ↑  Rapp 2012，第45–46頁.
4. ↑  德里克 2006，第47-49頁.
5. ↑  德里克 2006，第48頁.
6. ↑  德里克 2006，第50頁.
7. ↑  德里克 2006，第55頁.
8. 1 2  德里克 2006，第54頁.
9. ↑  德里克 2006，第47頁.
10. ↑  德里克 2006，第55-56頁.
11. ↑  德里克 2006，第67頁.
12. ↑  胡庆云 1994，第41–42頁; 徐善广 & 柳剑平 1989，第23–28頁.
13. ↑  胡庆云 1994.
14. ↑  Scalapino & Yu 1961.
15. ↑  曹世铉 2003，第19-20頁.
16. ↑  叶瑞昕 2001.
17. ↑  Zarrow 1990，第60–72頁.
18. ↑  Zarrow 1990，第75頁.
19. ↑  德里克 2006，第88-89頁; 胡庆云 1994，第62頁.
20. ↑  德里克 2006，第87頁.
21. ↑  Scalapino & Yu 1961，第9頁.
22. ↑  德里克 2006，第89頁.
23. ↑  德里克 2006，第89-90頁.
24. ↑  德里克 2006，第84-85頁.
25. ↑  德里克 2006，第85頁.
26. ↑  曹世铉 2003，第43頁.
27. ↑  曹世铉 2003，第46頁.
28. ↑  德里克 2006，第95頁; 曹世铉 2003，第94-97頁.
29. ↑  Zarrow 1990，第32-33頁.
30. ↑  德里克 2006，第12頁.
31. ↑  德里克 2006，第95頁.
32. ↑  德里克 2006，第96-97頁.
33. ↑  胡庆云 1994，第68頁.
34. ↑  胡庆云 1994，第68-69頁.
35. ↑  胡庆云 1994，第69頁.
36. ↑  胡庆云 1994，第70頁.
37. ↑  德里克 2006，第83頁.
38. ↑  德里克 2006，第117頁; 胡庆云 1994，第73頁.
39. ↑  李志毓 2012，第31、33頁.
40. ↑  德里克 2006，第117、160頁.
41. ↑  德里克 2006，第73-74頁.
42. ↑  Esherick & Wei 2013，第89頁.
43. ↑  Esherick & Wei 2013，第122頁.
44. ↑  Esherick & Wei 2013，第140-141頁.
45. ↑  Rhoads 1975，第196, 211, 218頁.
46. 1 2  德里克 2006，第109頁.
47. ↑  Bailey 1988，第445-447頁.
48. ↑  德里克 2006，第112-113頁.
49. ↑  德里克 2006，第160-161頁.
50. ↑  德里克 2006，第168頁.
51. ↑  . 闽南文化生态保护区.   [2024-05-14]. （原始内容存档于2024-05-12）.
52. ↑  对秦文《北伐时期国民党在闽南的党务活动》的几点意见（叶清泉 陈一民 庄震武）
53. ↑  辜也平. . 北京: 人民出版社. 2022-12: 188–196. ISBN 9787010246345.
54. ↑  .   [2024-05-21]. （原始内容存档于2024-05-21）.
55. ↑  孙旼亨.  (硕士论文). 延边大学. 2012.
56. ↑  德里克 2006，第268、269頁.
57. ↑  Heath, Nick. . Libcom.org. 2006-11-16  [2021-04-14]. （原始内容存档于2022-03-22）.
58. ↑  . 宁波市民宗局. 2005-10-15  [2022-12-25]. （原始内容存档于2022-12-25）.
59. ↑  迈斯纳 2005，第205頁.
60. ↑  陈矩弘 2012，第99頁.
61. ↑  迈斯纳 2005，第206-207頁.
62. ↑  迈斯纳 2005，第213、216、219頁.
63. ↑  德里克 2006，第270頁.
64. ↑  迈斯纳 2005，第318-319頁.